# 李仁遇
李仁遇（?—?），闽国官员，李敏之子，闽景宗王曦的外甥。
李仁遇年纪轻，容貌长得好，因男色被景宗宠幸。官至盐铁使、右仆射，永隆四年（942年）十二月，王曦任用闽国盐铁使、右仆射李仁遇为左仆射兼中书侍郎，另任用翰林学士、吏部侍郎李光准为中书侍郎兼户部尚书，二人都委授同平章事。左右大臣多鄙视他。